# FK Big Bull Radnički
Fudbalski Klub Big Bull Radnički (serb.: Фудбалски Kлуб Биг Бул Раднички) – serbski klub piłkarski z siedzibą w Šidzie (w okręgu sremskim, w Wojwodinie), działający w latach 2010–2011. 

## Historia
Po zakończeniu rozgrywek sezonu 2009/10 FK Big Bull Bačinci (mistrz Srpskiej Ligi Vojvodina) oraz FK Radnički Šid (14. spadkowe miejsce w Srpskiej Lidze Vojvodina) połączyły się i w sezonie 2010/11 występowały w Prvej lidze Srbije jako FK Big Bull Radnički. Po zakończeniu rozgrywek sezonu 2010/11 i po spadku do Srpskiej Ligi kluby się zozłączyły.

## Stadion
Klub rozgrywał swoje mecze domowe na Stadion Gradski w Šidzie, który mógł pomieścić 2 tys. widzów.

## Sezony
| Sezon   | Liga             | Poziom | Miejsce |
| Serbia  |                  |        |         |
| 2010/11 | Prva liga Srbije | II     | 17 *    |

 * od sezonu 2011/12 klub rozpoczął występy w rozgrywkach Srpskiej ligi Vojvodina jako FK Radnički Šid.

## Sukcesy
- 13. miejsce Prvej ligi Srbije (II liga) (1x): 2011.